# Jenei Ferenc (irodalomtörténész)
Jenei Ferenc (Győr, 1905. szeptember 18. – Budapest, 1971. december 27.) magyar irodalomtörténész, levéltáros, könyvtáros, muzeológus. A 17. századi magyar irodalom és Győr irodalomtörténetének kutatója.

## Élete
A Révai Miklós Főreáliskolában érettségizett (1925),
A budapesti Pázmány Péter Tudományegyetem francia–magyar szakán szerzett diplomát 1929-ben, A világi irodalmi műfajok kéziratos énekeskönyveinkben című doktori értekezését Császár Elemérnél védte meg.  
Az egyetem után közel huszonöt évig szülővárosában élt. Az 1930-as években a város levéltárában és közkönyvtárában dolgozott. 1941-ben vette át a Győri Szemle című várostörténeti lap szerkesztését és folytatta az 1944 tavaszi megszűnésig. A Győri Szemle ekkor már a Kisfaludy Irodalmi Kör folyóirata volt és negyedévenként jelent meg. A világháborút követő években Jenei Ferenc a püspöki és káptalani levéltár rendezésével foglalkozott (1946–1954). 
1954-ben Tatán az egykori Dornyay Béla-féle gyűjtemény alapján megszervezett Kuny Domokos Múzeum igazgatója lett. 1956-ban Budapestre került
és hat éven át, 1957. január 15-től 1963. február 28-ig volt a Magyar Tudományos Akadémia Irodalomtudományi Intézetének volt munkatársa. 1963-tól a Petőfi Irodalmi Múzeum tudományos főmunkatársaként dolgozott, ahol többek között Heltai Gáspár emlékkiállítást rendezett  (1966).
1935-től bő 35 éven át jelentkezett írásaival az Irodalomtörténeti Közleményekben. Számos régi, ismeretlen dokumentum szövegét tette közzé, illetve pontosította adataikat. „A csaknem egész életművét uraló korszak, a magyar irodalomban a manierizmusból a barokkba való átmenet időszaka” állt érdeklődésének középpontjában. Foglalkozott Dávid Ferenc és Heltai Gáspár ismeretlen munkáival, Balassi Bálint hagyatékának kérdésével; értékesek Rimay Jánossal, Nyéki Vörös Mátyással és a 17. századi főúri költőkkel kapcsolatos kutatásai. Sajtó alá rendezte Nyéki Vörös Mátyás barokk költő összes költői műveit. 
Jelentősek Győr kultúr- és irodalomtörténetére vonatkozó forráskutatásai és tanulmányai is. Utolsó éveiben elkészítette, de már nem tudta megjelentetni Győr irodalomtörténetéről szóló összefoglaló munkáját, 16–17. századi leveleskönyve pedig lezáratlan maradt. Az évek alatt összeállított forrásgyűjtemény halála után Jankovics József gondozásában 1981-ben jelenhetett meg: Literátor-politikusok levelei Jenei Ferenc gyűjtéséből (1566–1623).

## Munkái
- A világi irodalmi műfajok kéziratos énekeskönyveinkben (Budapest, 1929)
- A középkori magyar irodalmi műveltség nyomai Győrött (Győr, 1937)
- A győri Szent Ignác templom (Győr, 1939)
- Győr a magyar humanizmus korában (Győr, 1940)
- A legnagyobb magyar és Győr (Győr, 1942)
- A tatai vár (Budapest, 1956)
- Tata (útikalauz, Győr, 1957)
- Magyar költők. XVII. század (Budapest, 1956)
- Régi győri házak (Budapest, 1959)
- Régi magyar költők tára: XVII. század, 2, Pécseli Király Imre, Miskolczi Csulyak István és Nyéki Vörös Mátyás versei, kiad. Jenei Ferenc, Klaniczay Tibor, Kovács József, Stoll Béla (Budapest, Akadémiai Kiadó, 1962)
- Győr. Magyar műemlékek (Koppány Tiborral, Budapest, 1964)
- Zrínyi Miklós (összeállítás, Budapest, 1964)
- Bártfay László naplójából (I-II., válogatta és jegyzetekkel ellátta, Budapest, 1969)